# Cultura Silsilliana
A Cultura Silsiliana ou Balanana-Silsliana desenvolveu-se entre 16000-15000 AP. A indústria lítica era baseada na produção de lâminas, lâminas truncadas, ferramentas triangulares e trapezoidais, buris, lamelas apoiadas e truncadas e micrólitos (flechas, foices e arpões) com sílex, calcedônia, jaspe, ágata, cornalina e diorito. Três sítios contendo pinturas rupestres foram encontrados em Qurta, Com Ombo.
Os restos faunísticos localizados nos sítios de KCom Ombo sugerem uma subsistência baseada na caça (auroques, bubalinas, gazelas, hipopótamos, aves) e pesca (clarias e bagres) com uma economia mista orientada tanto pelo fluxo do deserto como dos recursos alimentares.